# العلاقات التوغوية المالية
العلاقات التوغولية المالية هي العلاقات الثنائية التي تجمع بين توغو ومالي.

## مقارنة بين البلدين
هذه مقارنة عامة ومرجعية للدولتين:
| وجه المقارنة                                              | توغو            | مالي            |
| --------------------------------------------------------- | --------------- | --------------- |
| المساحة (كم2)                                             | 56.78 ألف       | 1.24 مليون      |
| عدد السكان (نسمة)                                         | 7.80 مليون      | 18.54 مليون     |
| الكثافة السكانية (ن./كم²)                                 | 137.37          | 14.95           |
| العاصمة                                                   | لومي            | باماكو          |
| اللغة الرسمية                                             | لغة فرنسية      | لغة فرنسية      |
| العملة                                                    | فرنك غرب أفريقي | فرنك غرب أفريقي |
| الناتج المحلي الإجمالي (بليون دولار)                      | 4.81 مليار      | 15.29 مليار     |
| الناتج المحلي الإجمالي (تعادل القوة الشرائية) بليون دولار | 10.67 مليار     | 35.69 مليار     |
| الناتج المحلي الإجمالي الاسمي للفرد دولار أمريكي          | 559             | 724             |
| الناتج المحلي الإجمالي للفرد دولار أمريكي                 | 1.43 ألف        | 1.60 ألف        |
| مؤشر التنمية البشرية                                      | 0.484           | 0.419           |
| رمز المكالمات الدولي                                      | +228            | +223            |
| رمز الإنترنت                                              | .tg             | .ml             |
| المنطقة الزمنية                                           | 00              | 00              |

## منظمات دولية مشتركة
يشترك البلدان في عضوية مجموعة من المنظمات الدولية، منها:
| علم المنظمة | اسم المنظمة                                                | تاريخ انضمام توغو | تاريخ انضمام مالي |
| ----------- | ---------------------------------------------------------- | ----------------- | ----------------- |
|             | مؤسسة التنمية الدولية                                      | 21 أغسطس 1962     | 27 سبتمبر 1963    |
|             | الأمم المتحدة                                              | 20 سبتمبر 1960    | 28 سبتمبر 1960    |
|             | منظمة التجارة العالمية                                     | ?                 | ?                 |
|             | منظمة التعاون الإسلامي                                     | ?                 | ?                 |
|             | البنك الإفريقي للتنمية                                     | ?                 | ?                 |
|             | وكالة ضمان الاستثمار متعدد الأطراف                         | 15 أبريل 1988     | 22 أكتوبر 1992    |
|             | مجموعة دول أفريقيا والكاريبي والمحيط الهادئ                | ?                 | ?                 |
|             | الاتحاد الأفريقي                                           | ?                 | ?                 |
|             | العملية المشتركة للاتحاد الأفريقي والأمم المتحدة في دارفور | ?                 | ?                 |
|             | منظمة الشرطة الجنائية الدولية                              | ?                 | ?                 |
|             | المركز الدولي لتسوية المنازعات الاستشارية                  | 10 سبتمبر 1967    | 2 فبراير 1978     |
|             | الاتحاد الدولي للاتصالات                                   | 14 سبتمبر 1961    | 21 أكتوبر 1960    |
|             | البنك الدولي للإنشاء والتعمير                              | 1 أغسطس 1962      | 27 سبتمبر 1963    |
|             | الاتحاد البريدي العالمي                                    | ?                 | ?                 |
|             | منظمة حظر الأسلحة الكيميائية                               | ?                 | ?                 |
|             | مؤسسة التمويل الدولية                                      | 4 سبتمبر 1962     | 9 مايو 1978       |
|             | أفريستات ‏                                                  | 21 سبتمبر 1993    | 21 سبتمبر 1993    |
|             | أحدى                                                       | ?                 | ?                 |
|             | يونسكو                                                     | 17 نوفمبر 1960    | 7 نوفمبر 1960     |